# 臉譜
臉譜（れんぷ）は、京劇における隈取。

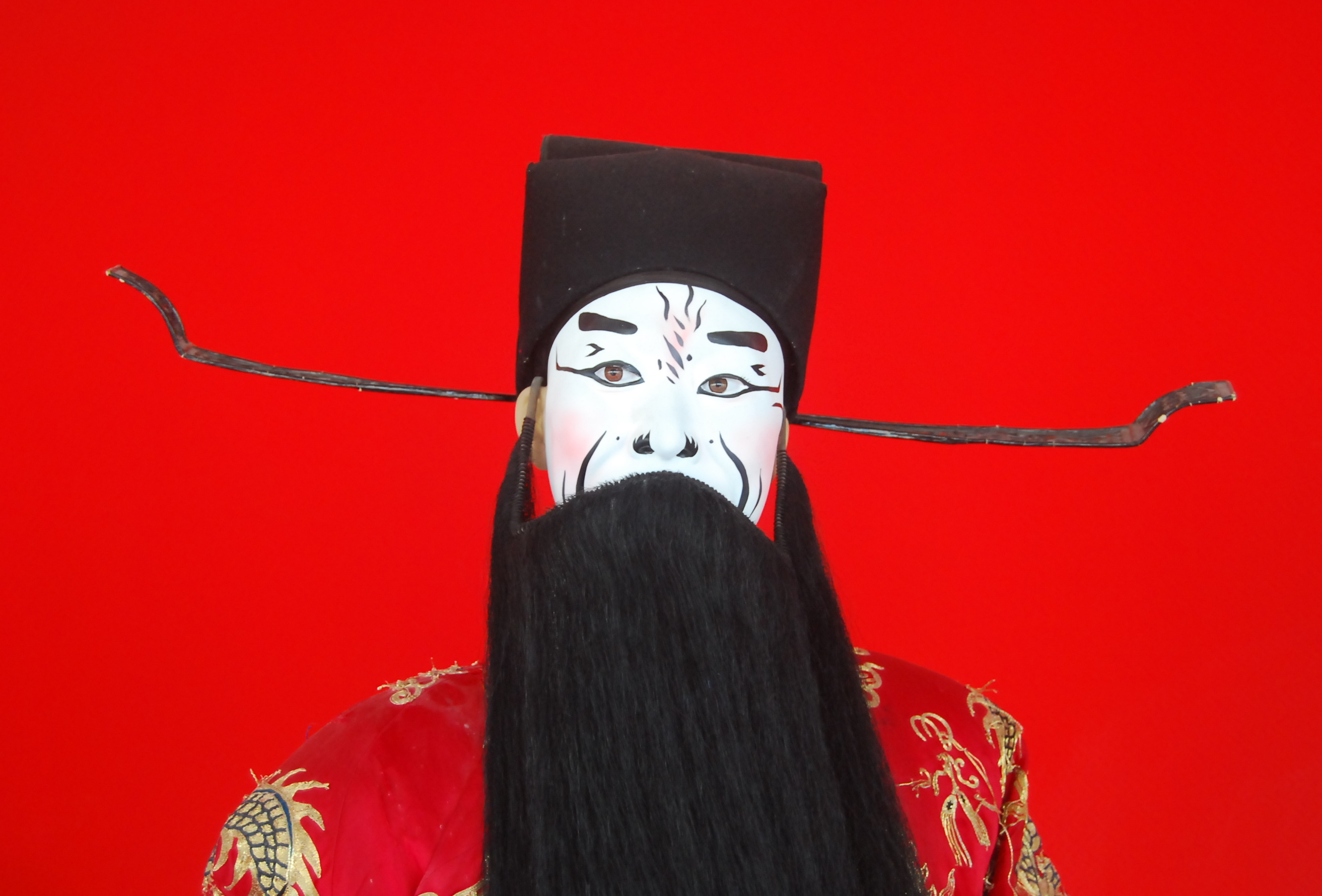
曹操の臉譜

もと仮面劇に由来するもので、色には赤、白、黒、黄色、緑などがあり、豪傑役や道化役あるいは動物役が顔に施すもの。
豪傑（関羽・項羽など）や動物（孫悟空など）はほぼ顔の前面を覆うもの、道化は顔の真ん中のみに臉譜を施す。

## 変臉
川劇（四川省の伝統芸能）には変臉といって、一瞬で顔全体に施した臉譜を違う役のものに変える技があり、劇とは関係なく変臉のみを大道芸として生業にしている人もいる。
もともとは歌舞伎と同じように袖に引っ込んで臉譜を塗り替えていたのだが、変身をテーマにした劇などでは観客の緊張が継続できないので先に臉譜を描いた紙の面などを仕込んで一瞬での早代わりを可能にした。
この変臉はもともと男子のみに伝えられる技であったが、現在は国の文化として芸術学院において教授されており女性の後継者も存在する。

## 臉譜こぼれ話
- 京劇の登場人物で最も尊敬を集めているのが関聖帝君こと三国志の英雄関羽である。昔、この役を演じる役者は楽屋でほかの役者と口を利かないなどさまざまなしきたりがあった。この人物の臉譜は、神仏の加護によって顔が赤く（棗色）なって追っ手を逃れたという逸話にちなんで赤が基調。関羽役で有名な役者の1人は楽屋で酒を飲んで臉譜なしの赤ら顔で舞台に登場し満場の喝采を得たという。
- 反対に嫌われ役は魏の武帝こと曹操でこちらも三国志劇の重要人物。奸悪な貴族は日本では藍隈だが、こちらは紅粉なしの白塗りがトレードマーク。麻雀の「白板」という真っ白な牌を、中国では洒落て「曹操」と言う。
- 白地に太い黒の模様は豪傑の臉譜だが、豪快きわまる水滸伝の魯智深と悲劇の覇王で有名な項羽では色こそ似ているが形が違っている。力強く愛嬌のある魯智深の臉譜に比べて項羽の臉譜は眉根を寄せ苦悶と悲憤を表現している。